# Aristide Bari
Aristide Bari (Como, 21 novembre 1858 – Como, 8 aprile 1911) è stato un sindacalista italiano, ricordato per la sua attività nell'ambito della cooperazione operaia.

## Biografia

### I primi anni
Aristide Bari nasce a Como nel 1858, primogenito di Salvatore, impiegato pubblico, e di Luigia Aliverti. Dopo di lui nascono i fratelli Giovanni e Scipione. La morte del padre nel 1869 lo spinge, ancora decenne, a lasciare la scuola e a darsi presto al lavoro per sostenere la famiglia. Trova dunque un impiego come operaio presso la tipografia Ostinelli. Immerso nella società libraria, il Bari continua a sviluppare in autonomia la propria cultura personale. 
In breve tempo diviene una figura attiva nel contesto politico-sociale della città, cominciando ad emergere a diciassette anni nelle assemblee operaie e prendendo parte alla Società di assistenza dei tipografi, presso cui ricopre per la prima volta una carica nel 1877. 

### Attività pubblicistica e giornalistica
In quegli stessi anni a Como viene a costituirsi in area radical-democratica il Consolato generale delle società operaie, che dal 1881 produce e stampa il quindicinale L'operaio: Aristide Bari contribuisce alla sua fondazione e vi prende parte come redattore. Da questo momento ha inizio la sua carriera da giornalista, che lo vedrà impegnato soprattutto nell'approfondimento delle questioni sociali riguardanti la classe operaia e le possibilità della sua elevazione. Dal 1882 comincia ad esercitare la professione di cronista e coordinatore della tipografia presso l'Araldo, il giornale di stampo conservatore dei fratelli Ambrosoli, ma continua intanto a contribuire all'Operaio, di cui assume anche la direzione nel 1883, e collabora con numerosi altri periodici della zona, fra cui il Pensiero Lariano. 
Nel 1888, a seguito della nascita a Como del Circolo istruttivo popolare, il Bari fonda e dirige il quindicinale Il lavoratore comasco. In quanto sostenitore di un pensiero fortemente mazziniano e repubblicano, abbandonerà poi il giornale quando quest'ultimo si orienterà verso posizioni socialiste, sulla scia di una parte consistente della classe operaia comasca nell'ultimo decennio del XIX secolo. 

### Insurrezioni popolari
All'inizio del 1889 sorge un movimento agricolo in alcune aree del circondario di Como, ad Olgiate Comasco, Caccivio, Oltrona e Civello. Aristide Bari, già animatore di alcune leghe di contadini e tessitori, si reca sul posto per dare supporto agli insorti. La connotazione politica del suo gesto è sgradita ai fratelli Ambrosoli, che lo licenziano nell'aprile dello stesso anno dalla tipografia dell'Araldo assieme anche ad altri due dipendenti, Romolo Colli e Alessandro Seveso, che erano con lui co-redattori del Lavoratore comasco. Contribuisce al licenziamento anche il fatto che il nome del Bari fosse stato pronunciato in Parlamento e indicato come anarchico e sobillatore. Sarà proprio questa rappresaglia illiberale dei suoi datori di lavoro che spronerà il Bari a fondare non più di un mese dopo la Tipografia Cooperativa Comense.
Nel 1896 Bari è a Milano per prendere parte all'insurrezione che il partito repubblicano contava di promuovere in seguito alla disfatta di Adua. Nel 1898 presta poi a Como il suo aiuto ai profughi politici che intendono espatriare per sfuggire alla repressione del governo Crispi e alle misure messe in atto in risposta ai moti di Milano.

### Cooperazione
Il Bari si interessa alle cooperative già negli anni 1882-1883, quando è relatore di una commissione eletta dal Consolato operaio (il maggiore sindacato dell'epoca) per lo studio di varie questioni sociali. Nei suoi interventi in merito, individua il fine delle associazioni cooperative in "cooperazione, previdenza, collocamento", sostenendo l'importanza di favorirne lo sviluppo "non già con lo scopo di muovere una sleale concorrenza, ma bensì con quello di procurare lavoro a quanti ne difettano".
Fra le prime iniziative da lui promosse vi è nel 1887 l'Unione cooperativa comense di consumo, composta dal ceto abbiente. 

#### La Tipografia Cooperativa Comense
Nell'aprile del 1889, essendo stato costretto per motivi politici ad abbandonare il suo impiego, insieme ad altri tipografi che avevano supportato i contadini insorti, Aristide Bari propone al Consolato Operaio la raccolta dei fondi necessari per la costituzione di un'officina tipografica, in modo da dare lavoro agli operai rimasti disoccupati. Con la predisposizione di uno statuto redatto da due personalità conosciute in città, il conte avvocato Luigi Reina (futuro sindaco di Como) e l'avvocato Guido Casartelli, nasce così il 27 maggio 1889 la Tipografia Cooperativa Comense, che il Bari dirigerà fino alla morte. La società si afferma presto come una delle più importanti cooperative di produzione comasche, specialmente a partire dal 1892, quando assume la pubblicazione del neonato quotidiano democratico La Provincia di Como, fondato e diretto da Luigi Massuero e di cui il Bari è fin da subito amministratore cogerente. Dopo la sua morte, la cooperativa tipografica assumerà in suo onore il nome di Tipografia Cooperativa Aristide Bari (poi ampliata e ricostituita nel 1923 nelle Arti Grafiche Bari & C., ad opera del fratello Scipione Bari).

#### La Cooperativa Edificatrice
Sul finire del secolo, la crescita dell'industria serica comasca porta con sé la necessità per gli operai in aumento di trovare alloggio. Anche se la legge Luzzatti sulle case popolari sarebbe arrivata solo nel 1903, lo stesso Luigi Luzzatti stava già promuovendo la nascita di cooperative edilizie e a Milano era protagonista del movimento Antonio Maffi, che Aristide Bari conosceva personalmente. Sul suo esempio il Bari, assieme all'ingegner Antonio Giussani, raduna nel maggio del 1901 un comitato promotore e raccoglie le adesioni dei cittadini e delle società operaie. Il 18 agosto 1901 è formalmente costituita nel salone del Broletto, davanti a 114 cittadini, la Cooperativa Edificatrice di Abitazioni per gli Operai in Como, con lo scopo principale di "costruire e acquistare immobili destinati agli operai e alle loro famiglie". La cooperativa, tuttora attiva, realizza cinque quartieri nei suoi primi 30 anni di attività e svolge anche, come da statuto, un'attività culturale prendendo parte al dibattito sulla legge Luzzatti, all’Esposizione Universale di Milano (1906) e al Congresso per le 
case popolari (1910).

### Incarichi pubblici e altre attività
Dal 1890 fino al 1910 il Bari, iscritto inizialmente alla lista dei democratici e più tardi a quella dei repubblicani, ricopre il ruolo di consigliere comunale a Como; nel corso di questo mandato gli sono affidati anche per alcuni anni gli incarichi di assessore alla pubblica istruzione e di presidente del consiglio di amministrazione dell'ospedale S. Anna ed Uniti. Fra le sue ulteriori attività, in ambito sociale e non, è ricordato come consigliere della Lega nazionale delle Cooperative e a Como come presidente del Consolato Operaio, promotore della Borsa e della Camera del lavoro, presidente della Sezione locale dei lavoratori del libro, segretario dell'Unione delle arti grafiche e membro del collegio dei probiviri industriali per le industrie poligrafiche e affini. È inoltre co-fondatore di alcune associazioni cittadine, fra cui la Società dei Tipografi, il già citato Circolo istruttivo popolare, il Panificio cooperativo, la Pro Cultura Popolare e l'Istituto Carducci.
Dal 1905 è affiliato alla loggia massonica locale Maestri Comacini del GOI, diventandone maestro poco prima della morte.

### Morte
Già malato di artrite dalla fine del 1907 e colpito poi anche da patologie cardiache, Aristide Bari muore a Como nel 1911, pur continuando fino a poco prima del decesso a seguire e supervisionare il lavoro delle cooperative che aveva avviato. Venne tumulato nella tomba familiare nel Cimitero Maggiore di Como. Dopo la sua morte, la Cooperativa Edificatrice gli intitolerà un grosso edificio costruito nel sobborgo di S. Martino, oltre che uno dei quartieri realizzati. Dal 1966 porta il suo nome anche una via della città di Como.

## Pubblicazioni
- L'arte della stampa all'Esposizione di Torino (1884)
- Notizie storiche intorno all'invenzione e progresso della stampa (1886)
- Memoria storico-statistica della Società Tipografi di Como (1887)
- Le scuole operaie di Como (1877)
- Sull'avvenire degli operai tessitori della fabbricazione di Como (1890)
- Lo statuto dell'Orfanatrofio Maschile davanti la G.A. (1891)
- La Tipografia Cooperativa Comense e la partecipazione ai profitti (1894)
- La giuria comense dei tessitori e dei probiviri della tessitura serica (1895)
- Relazione della Tipografia Cooperativa Comense all'Esposizione nazionale varesina (1901)
- La Tipografia Cooperativa di Como all'Esposizione internazionale di Milano (1906)